# Віскограма

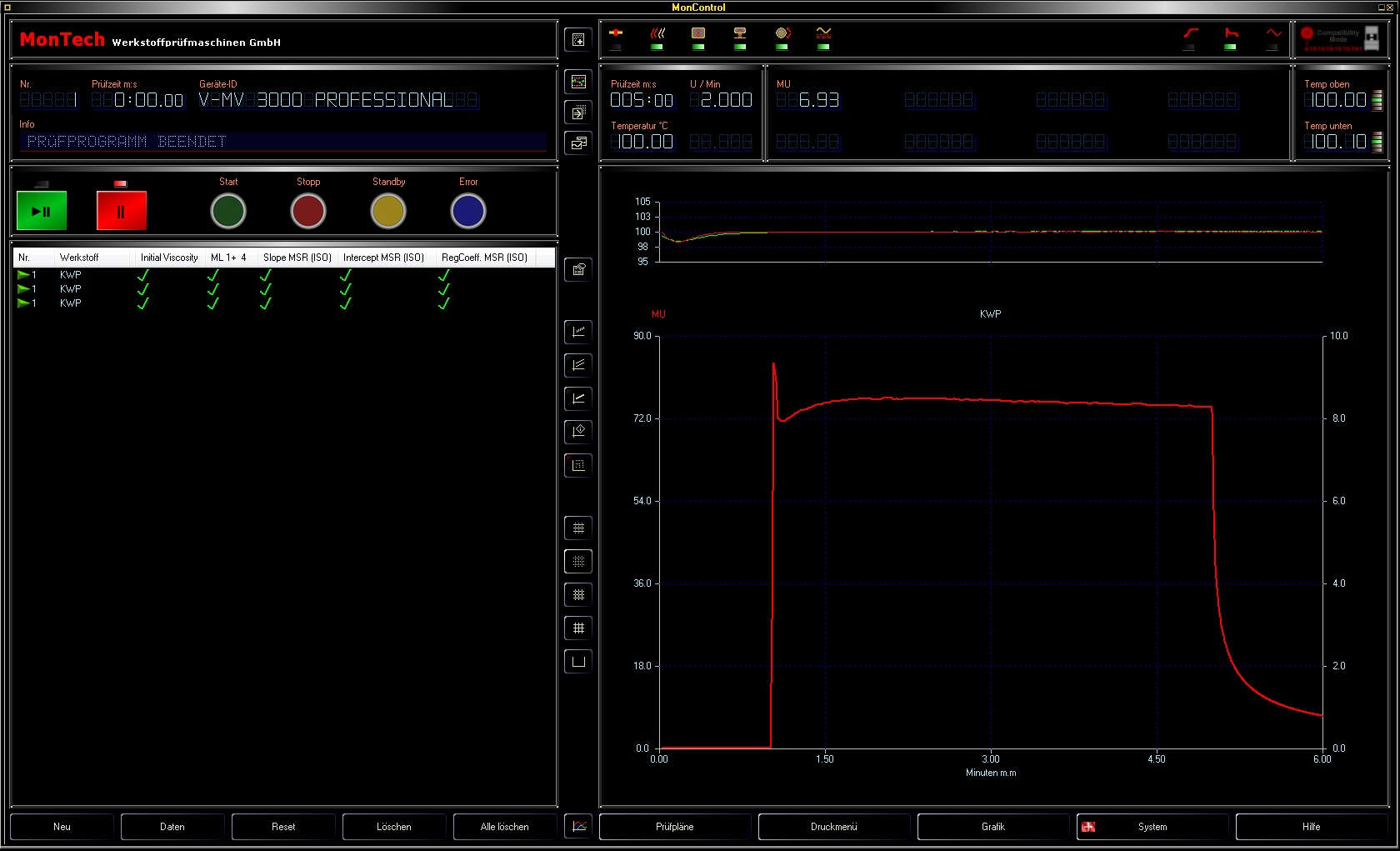
Віскограма бутилу отримана за методом Муні

Віскограма (рос. вискограмма; англ. viscogram;. нім. Viskogramm n) — графік залежності коефіцієнта в'язкості рідини від температури.